# 岡野絵里
岡野絵里（おかの えり、1985年3月19日 - ）は、日本のお笑い芸人、イラストレーターであり、お笑いコンビパシンペロンのメンバー。相方ははやぶさゆか。
群馬県高崎市出身。ホリプロ所属。身長153cm、公称スリーサイズはB78・W61・H81。

## 略歴・人物
- 最終学歴は高崎市立並榎中学校。
- 中学生の頃は“1999年に人類が滅びる”というノストラダムスの大予言を信じていて、ちょうど中学3年生だった1999年、「どうせ人類が滅びるから」と高校受験もしないつもりでいたために、2000年以降も生き残り、中卒に終わった。そして開き直り「勉強嫌いだし、人を楽しませることをしたい」と芸人を目指すようになったという[1]。
- 天然パーマで、出演時は眼鏡をかけているのが特徴[2]。天然パーマについては「髪がまとまらないので辛いし、梅雨の季節は暑いし蒸すから、すぐ髪が元に戻る」という悩みを語っている[3]。
- 「テレビに出たかった」という理由で[3]、芸人になる前は、役者をやっていた。宝映テレビプロダクションプロデュース公演『トウキョウラヂオ』（2005年8月25日 - 8月29日）などに出演。
- WAHAHA本舗の舞台で裏方の手伝いをしていた時もあった。しかしWAHAHA本舗側から「WAHAHAに所属しているのではテレビに出られないから、もっときれいな事務所に行きなさい」と言われ、多くの事務所の中からホリプロを目指したという[3]。
- 2006年から田中沙綾香、くりことのお笑いトリオ『ほくろ48個』を結成（トリオ名は岡ちゃんの顔のほくろが14個、田中が24個、くりこが10個で、それを合わせた数）、この年このトリオでM-1グランプリにも出場。後にくりこが脱退し「ほくろが10個減った」ため、コンビとなって『ほくろ38コ』に改名、ボケを担当。2007年からホリプロに所属。ほくろ38コは2008年3月に解散。この翌月4月に、同じく2008年3月にクルクルキューティクルを解散したばかりだったはやぶさとパシンペロンを結成。
- ディズニーキャラクターのファン、マニアであり、「ディズニーの番組を乗っ取るのが目標」という[2]。特技は上毛かるた[4]。
- 子供の頃、プロゴルファーの中嶋常幸と文通をしていたことがあった[4]。
- ライブ『ピラミッダー』では、自ら進行する占いコーナーを行っている。
- イラストが得意で、パシンペロンのお絵描きコントの落ちで使うイラスト、『女神のマルシェ』（日本テレビ）などのテレビ番組で披露している紙芝居の絵、相方・はやぶさが霊視して出た“ラッキーアイテム”を「開運の絵」として描いている他、「ぶっさん会ライブ」で売られたTシャツのデザイン、はやぶさの著書『パワースポットには行くな! 本当はやってはいけないスピリチュアル』（ぴあ）の中のイラストも手掛けていた。2013年1月7日から同年1月20日まで東京・池袋のcafe pauseで行われた『芸人美術部～芸人による、笑える絵の展覧会』にも、自分の作品を出展した[2]。
- R-1ぐらんぷり2010では、岡ちゃん一人で自分のコンビ名『パシンペロン』を芸名として出場。
- 好きな芸人は関根勤、尊敬する芸人は島田秀平。これは相方のはやぶさも同じだという。またよゐこの濱口優をライバルと思っており、これはある仕事で会った時に「俺よりお前の方が馬鹿」と言われたのがきっかけであるという[3]。
- 2014年3月いっぱいで、コンビでの芸人としての活動を終了しイラストレーターとして活動。はやぶさと二人組んでのコラボは今後もしていく予定であるという[5]。

### ほくろ38コ時代
ホリプロ所属後は、クルクルキューティクルらと一緒に『ホリプロお笑いジェンヌライブ』などに出演。他、ライブを中心に活動。その中で、中野・Studio twlのライブ『ピラミッダー』に出演した時に、現在の相方の早房（この当時はクルクルキューティクルのメンバーで、このライブのメインMCを担当）と初めて出会っている。
この当時のステージ衣装は和服が主であり、コント、漫才の中で連続ボケの他、本などのモノボケを演じたこともあり、田中がメガホンをツッコミに使うというものだった。また、ネタの終わりに田中が岡ちゃんの足を引っ張って前に倒すということをしていた。コントのネタのテーマに『鶴の恩返し』『喫茶店』などがあった。『内村さまぁ〜ず』に出演した時、『この日限りのコンビ名』として内村光良に『パシンッ!ペロッ!』と名付けられ、これが現在のコンビ名『パシンペロン』の由来ともなっている。

## 出演

### ほくろ38コ時代までの出演
- 伊集院光のばんぐみ（日本BS放送） - 『おブスプルサーマル計画』
- 内村さまぁ〜ず（ミランカ、第33回）